# Jane Burgermeister
Jane Burgermeister es una periodista Austriaca que presentó una querella criminal contra la Oficina Federal de Investigación (FBI), la Organización Mundial de la Salud (OMS), la Organización de las Naciones Unidas (ONU), el gobierno de Estados Unidos y diversas organizaciones públicas de salud como la Administración de Alimentos y Medicamentos, así como contra varios laboratorios médicos y farmacéuticos, bajo la acusación de crear  pandemias gripales para más tarde administrar vacunas peligrosas de forma masiva a toda la población mundial.
El 10 de junio de 2009 denunció a estas organizaciones y a sus representantes de cometer varios delitos graves relacionados con bioterrorismo, intento de genocidio, asesinato en masa, alta traición, etc.Esta denuncia se suma a otra presentada contra las empresas Baxter AG y Avir Green Hills Biotechnology por haber producido un lote contaminado de vacunas contra la gripe porcina, alegando que ambas empresas pretendían fabricar un virus y sacar provecho de él.

## Biografía
Jane Bürgermeister nació en Suiza. De madre Irlandesa y padre Austriaco. Reside en Viena (Austria). 
Tiene un máster por la Universidad de Edimburgo (Escocia) y ha escrito para la revista Nature, British Medical Journal, The Scientist, Reuters Health y The Guardian.
Fue corresponsal Europea para la página web Renewable Energy World, cargo que ocupó hasta que fue despedida repentinamente en julio de 2009, después de presentar una serie de querellas criminales contra Baxter y la Organización Mundial de la Salud por bioterrorismo y la intención de cometer asesinatos en masa. 
Bürgermeister presentó una denuncia contra  Baxter AG y Avir Green Hills Biotechnology por la producción de una vacuna contaminada contra la gripe aviar, junto a otra querella por el acto deliberado de provocar y sacar provecho de una pandemia mundial. 

El foco de la primera serie de penales fue un episodio en febrero de 2009, cuando la filial Austriaca de Baxter distribuyó 72 kilos de material contaminado con vacunas vivas del virus de la gripe aviar a dieciséis laboratorios, y desencadenó una investigación por la policía austríaca.